# Абу-Шаар, Айман
А́йман Абу́-Ша́ар (араб. أيمن أبو الشعر‎) — известный сирийский поэт, видный представитель классической и современной арабской поэзии. Автор около 30-ти книг.

## Биография
Айман Абу-Шаар родился в Дамаске в 1946 году.
Окончил литературный факультет в Дамасском университете, в то же время он начал публиковать свои стихи и статьи в арабских журналах и газетах, выступал на многолюдных площадках и аудиториях Сирии.
В арабском мире Айман Абу Шаар известен как прогрессивный поэт и борец за демократию, за светлое будущее для всех народов, вследствие чего, в 1975 году, в Дамаске на него было совершено покушение реакционными силами во время вечера стихов.
Приехав в Россию в конце 70-х годов, начал сотрудничать с видными писателями и поэтами Советского Союза, такими как Чингиз Айтматов, Расул Гамзатов, Андрей Дементьев, Игорь Ляпин, Римма Казакова, Игорь Исаев, Анатолий Софронов, и другими.
Принимал участие в различных литературных мероприятиях и вечерах поэзии, проводимые Союзом писателей СССР.
В 1984-м году защитил кандидатскую диссертацию на тему: «Новейшая арабская поэзия и влияние западных течений на нее» в институте Востоковедения в Москве.
В 80-х годах работал переводчиком высшей категории в издательстве «Прогресс».
Его стихи и статьи были опубликованы в печати на разных языках народов СССР, в том числе на русском языке в «Литературной газете», в журналах «Огонёк» и «Юность».
Имеет благодарность от Союза писателей СССР за многолетнюю деятельность по ознакомлению читателей арабских стран с произведениями советской и русской литературы.
Союзом писателей Грузии был удостоен звания лауреата премии В. Маяковского.
На рубеже развала СССР был кандидатом на премию имени М. Горького, а также фонда мира от Союза писателей СССР.  

## Творчество
Айман Абу Шаар является автором перевода на арабский язык романа Фёдора Абрамова «Пряслины: Братья и сёстры», о жизни в колхозах во время Великой Отечественной войны (Издательство «Прогресс»), очерков истории арабской культуры (Издательство «Прогресс»), выступил как автор и переводчик «Антологии советско-русской поэзии 20-го века» на арабском языке. В антологию вошли более сорока поэтов такие как А. Блок, С. Есенин, В. Маяковский, А. Ахматова, К. Симонов, Ю. Друнина, Е. Евтушенко, Р. Казакова, А. Дементьев и т.д. Айман Абу Шаар провёл большие аналитические исследования о некоторых поэтах и поэмах, как «Двенадцать» Блока, «Чёрный человек» Есенина, «Маяковский- поэт в революции или революция в поэте» и др.
В 80-х годах был автором и ведущим сотен выпусков радиопередачи «Станция литературы» арабского вещания в Москве, о русской и арабской литературах.
В 1985 году издан его сборник избранных стихов на русском языке «Голос жизни» (издательство «Правда»).
| ] |  |  |  |
| - |  |  |  |
|   |  |  |  |

Его сказка для детей «Солнце, Луна и Тьма кромешная» вошла в «Книгу дружбы» (издательство «Детская литература» Москва).
В середине 90-х годов Айман Абу Шаар выступает автором, режиссёром, ведущим нескольких документальных фильмов на русском и арабском языках, 6 из них – на русском языке о Сирии, о Султанате Оман и о Саудовской Аравии, которые транслировались по центральным каналам российского телевидения.
Он является автором пьесы «Снежный человек» на русском языке (Издательство «Библос консалтинг»).
В 2020 году в Москве вышел его новый сборник стихов «Сердце ищет свое биенье» (Издательство «Библос консалтинг»).
В Дамаске в это же время вышла его книга переводов на арабский язык «Лучшие рассказы писателей России», куда вошли рассказы М. Горького, И. Бунина, М. Булгакова, В. Распутина, Д. Рубиной и др., изданная Министерством культуры Сирии,  
Работая на канале «RT» (арабского вещания) был автором и ведущим литературной телепередачи «Рашафат», посвященной русской литературе.
В 2019 году Абу Шаар был председателем жюри премии им. А. П. Чехова в Крыму.
В 2020-м году Айман Абу Шаар стал обладателем национальной литературной премии «Золотое перо Руси» за высокое художественное мастерство стихосложения.
Об Аймане написано много статей и диссертаций, в том числе на русском языке, в которых сравнивают его произведения с произведениями Владимира Маяковского, хотя сам поэт считает себя ближе к Есенину. Он единственный арабский поэт – лауреат премии Владимира Маяковского.